# Tiempo final (serie de televisión)
Tiempo final es una serie de televisión producida por Fox Internacional Channels  en coproducción con Fox Telecolombia para Fox Channel y FX. Es una adaptación de la serie argentina del mismo nombre. Fue íntegramente realizada en Colombia y emitida exclusivamente para Latinoamérica siendo filmada en calidad cinematográfica. Esta protagonizada por actores de diferentes países, Colombia, México, Argentina, Perú, Venezuela y Chile. La serie se estrenó el 24 de octubre de 2007 y concluyó el 11 de noviembre de 2009.
En esta versión todas las semanas un grupo se enfrentará a un callejón sin salida, un destino irremediable que cambiará sus vidas para siempre. Desde amantes que se agotan del anonimato y deciden revelar su existencia hasta un asesino serial que se esconde bajo la inofensiva imagen de un plomero, o una despedida de soltero que rápidamente se torna inolvidable.
La primera superproducción del grupo en Latinoamérica- cuya segunda temporada reúne a una nueva camada de los más destacados talentos de la región, obtuvo un sostenido desempeño en índices de audiencia, que la puso al nivel de series ícono americanas del horario central de Fox Latinoamérica como 24, y se hizo acreedora de importantes reconocimientos como el premio “India Catalina” en la categoría de Mejor serie de TV en Colombia.
Filmado íntegramente en alta definición en 24 cuadros, con una única cámara, que al filmar plano por plano le da el ritmo de una producción cinematográfica, la segunda temporada de “Tiempo Final” está compuesta por 15 unitarios, que conservan como factor común el suspenso intenso, donde todas las situaciones que plantea la trama comienzan, se desarrollan y terminan en una hora. Cada episodio de la serie, impacta por la intensidad de las temáticas, la convocatoria actoral y el enfoque cinematográfico de la producción.
La tercera temporada que consta de 13 unitarios de una hora, mantiene el mismo estándar en cuanto a talento de renombre y cuenta a diferencia de las anteriores, con guiones nuevos y originales e incorpora nuevas temáticas. Al igual que las anteriores es filmada íntegramente en HD en 24 cuadros.

## Elenco
Los elencos rotativos están compuestos por una selección de los más relevantes talentos entre los que se destaca la participación en su mayoría de prestigiosos actores y actrices de Colombia, aunque están acompañados también de actores de México, Venezuela, Perú, Ecuador, Cuba, Puerto Rico y Chile.
Los colombianos Manolo Cardona, Cristina Umaña, Marlon Moreno, Diego Cadavid, Carolina Gómez, Flora Martínez, Víctor Mallarino, Alejandra Borrero, María Adelaida Puerta, Sebastián Rincón,  Julián Román, Manuel José Chávez, Lorna Paz, Martina García, Vicky Hernández, Juan Pablo Raba, Juan Sebastián Calero, Orlando Valenzuela, Yuli Ferreira, Santiago Moure, Roberto Escobar, Rolando Tarajano y Orlando Miguel entre otros.
Los peruanos Saby Kamalich, Javier Echevarría, Stephanie Cayo, Melania Urbina, Diego Bertie, Salvador del Solar, Andrea Montenegro y Virna Flores. 
Los venezolanos Juan Alfonso Baptista, Sonya Smith, Desideria D'Caro, Albi De Abreu, Pedro Pérez "Budú" y María Fernanda León. 
Los Ecuatorianos Erika Vélez, Roberto Manrique, la puertorriqueña Jessica Mas y la cubana Laura Ramos, entre otros.
Los argentinos Michel Gurfi, Lorena Meritano, Marcelo Córdoba.
Los mexicanos Adriana Barraza, Ana Claudia Talancón, Liz Gallardo, David Galindo, Héctor Suárez Gomiz, Ivonne Montero, Héctor Suárez, Édgar Vivar, Rodrigo Vidal, Rodrigo Oviedo, Itatí Cantoral, Miguel Rodarte, María Aura, Jesús Ochoa, Sergio Mayer, Héctor Soberón, Mónica Dionne, Toño Mauri, Siouzana Melikián, Julio Bracho, Gabriela Roel, Martha Higareda, Lucía Méndez, Alfonso Herrera, Ana Layevska, Karyme Lozano, Nora Salinas, Alexis Ayala, María Sorté, Ana Patricia Rojo, Opi Domínguez, Julio Alemán, Gabriela Goldsmith, Azela Robinson, Luis Gerardo Méndez, Damayanti Quintanar, Ana Brenda Contreras, Nailea Norvind, Alejandro Tommasi, Cecilia Gabriela, Ingrid Martz, Manuel Landeta, Alejandro Ávila, Adriana Fonseca, Rodolfo Valdés,  Jose Ron, Mauricio Aspe y Mara Patricia Castañeda. Y el chileno Beto Cuevas fueron los talentos que formaron parte de Tiempo final.

## Segunda temporada
- Marcela Carvajal
- María Adelaida Puerta
- Adriana Barraza
- Julio Bracho
- Martha Higareda
- Nicolás Rincón
- Stephanie Cayo
- Jean Paul Leroux
- Juan Alfonso Baptista
- Saby Kamalich
- María Aura
- Manolo Cardona
- Héctor Soberón
- Danna García
- Paola Rey
- Rodrigo Vidal
- Toño Mauri
- Jesús Ochoa
- Carolina Cuervo
- Juan Pablo Raba
- Esmeralda Pimentel

## Tercera temporada
En esta temporada se incorporó a Pedro Torres a cargo de la coproducción ejecutiva y consta de 13 episodios de una hora Se estrenó el 19 de agosto por el canal FX. que incluye elenco mexicano en el reparto de varios de los capítulos como:  
- Lucía Méndez
- Alfonso Herrera
- Julio Bracho
- Ana Layevska
- Karyme Lozano
- Nora Salinas
- Alexis Ayala
- Opi Domínguez
- María Sorté
- Ana Patricia Rojo
- Julio Alemán
- Toño Mauri
- José Ron
- Gabriela Goldsmith
- Luis Gerardo Méndez
- Damayanti Quintanar
- Grettell Valdez
- Nailea Norvind
- Alejandro Tommasi
- Diego Amozurrutia
- Juan Ángel Esparza
- Manuel Landeta
- Adriana Fonseca
- Sergio Castillo
- Mauricio Aspe
- Alejandro Ávila

## Directores
Este temporada a los directores colombianos Felipe Martínez Amador (“Bluff”) y Riccardo Gabrielli R. (“Cuando rompen las olas”), Alejandro Piñeros Corredor (guion) se suma Carlos Moreno (cineasta), director colombiano, ganador de la convocatoria del Fondo para el Desarrollo Cinematográfico 2004 y 2007, cuya ópera prima “Perro come perro” fue distinguida en diversos festivales. En la tercera temporada el director Lilo Vilaplana ganador de premios India Catalina y Tv y Novelas por dirigir El Capo, dirigió el Cap "Remedio Mortal". Para esta temporada se llamó También a Diego Mejía Montes, quien dirigió los capítulos "Coartada" y "El Perfecto Enemigo", director con larga trayectoria en series de televisión en Colombia, " Criminal", "La Pasión Según Nuestros Días", "La Saga, Secreto de Familia".

## Episodios
| Temporada | Temporada | Episodios | Episodios | Emisión original        | Emisión original        | Emisión original |
| Temporada | Temporada | Episodios | Episodios | Primera emisión         | Última emisión          | Cadena           |
| --------- | --------- | --------- | --------- | ----------------------- | ----------------------- | ---------------- |
|           | 1         | 26        | 26        | 24 de octubre de 2007   | 17 de abril de 2008     | Fox Channel      |
|           | 2         | 15        | 15        | 4 de septiembre de 2008 | 10 de diciembre de 2008 | Fox Channel      |
|           | 3         | 13        | 13        | 9 de agosto de 2009     | 11 de noviembre de 2009 | FX               |

### Primera temporada
Consta de los siguientes episodios emitidos en 2007 y 2008:
| Número | Nombre           | Protagonistas |  |
| ------ | ---------------- | --- |  |
| 01     | Mano a mano      | Luigi Aycardi (Carlos), Cristina Umaña (Gabriela), Nicolás Montero (Mariano) Rolando Luque (Lorenzo) y Laura Ramos (Paula).                                                                                      |  |
| 02     | La despedida     | Ana Claudia Talancón (Paula), Liz Gallardo (Ana), Érika Vélez (Mariana), Michel Gurfi (Gonzalo) y David Galindo (estríper).                                                                                      |  |
| 03     | Venenosos        | Diego Trujillo (Héctor), Patricia Ércole (Ana), Myriam de Lourdes (Helenita), Xilena Aycardi (Violeta) y Diego Cadavid (ladrón).                                                                                 |  |
| 04     | La adivina       | Harry Geithner (Cristian) y Ana Claudia Talancón (Leticia). |  |
| 05     | Doble vida       | Marlon Moreno (Oscar), Cristina Campuzano (Susy) y Luis Fernando Hoyos (Raúl). |  |
| 06     | El plomero       | Roberto Escobar (Bruno), Héctor Suárez Gomís (plomero) y Lorena Meritano (Ana). |  |
| 07     | Falso cura       | Jean Paul Leroux (Pablo y Jorge) y Sonya Smith (Claudia). |  |
| 08     | Taxi boys        | Vicky Hernández (Marcela), Rodolfo Valdés (Lautaro) y Juan Sebastián Aragón (Gonzalo). |  |
| 09     | Los viejos       | Édgar Vivar (Paco), Héctor Suárez (José), Rebecca López (Delia), Juan Sebastián Calero (Sebastián) e Ivonne Montero (Mirta).                                                                                     |  |
| 10     | Malos socios     | Carlos Serrato (Toto), Rodrigo Vidal (Cachete), Julián Román (Mono) y Felipe Botero (Gustavo). |  |
| 11     | Día perverso     | Diego Cadavid (Miguel), Adriana Campos (Mara) y Jean Paul Leroux (Gustavo). |  |
| 12     | La última cena   | Diego Bertie (Miguel), Ivonne Montero (Mariana), Roberto Cano (Jorge), Rodrigo Oviedo (Edmundo) y Patricia Vásquez (Analía).                                                                                     |  |
| 13     | Crímenes legales | Edgardo Román (comisario Rodríguez), Julián Román (inspector Morales), Cristóbal Errázuriz (Castillo), Adriana Ricardo (Alejandra) y Gustavo Angarita Jr. (sargento Espinosa).                                   |  |
| 14     | Mala noche       | Itatí Cantoral (Silvia), Juan Pablo Shuk (Carlos) y Jorge Cao (director). |  |
| 15     | Cruce de rutas   | Salvador del Solar (Roque), Víctor Mallarino (Diego), Tatiana Rentería (Isabel), Andrés Sandoval (Cristina-Esteban) y Alina Lozano (Dolores, la cantinera).                                                      |  |
| 16     | Poseída          | Cynthia Falabella (Daniela), Alexandre Rodríguez (Julián), Cláudio Lins (Daniel), Giulio Lopes (Roberto). |  |
| 17     | Tarjeta roja     | Karen Martínez (Pamela), Luis Fernando Hoyos (Pato), Aldemar Correa (Pacha), Siouzana Melikian (Verónica). |  |
| 18     | El comisario     | Fabio Rubiano (Acosta), Ana Lucía Domínguez (Tatiana), Héctor García (borracho). |  |
| 19     | Autógrafo        | Beto Cuevas (Alejandro), Martina García (Camila), Geraldine Zivic (Flor). |  |
| 20     | La bigamia       | Jairo Camargo (Salvador), Alejandra Borrero (Irene), Patricia Ércole (Blanca). |  |
| 21     | Broma pesada     | Marlon Moreno (José Monterrubio), Manuel José Chávez (Héctor Herrera), Miguel Rodarte (Sergio Nuñez), Salvador del Solar (Benítez), Andrea Montenegro (Claudia), Julián Arango (Santiago), Paola Díaz (Mariana). |  |
| 22     | La tasación      | Flora Martínez (Inés), Blas Jaramillo (Raúl), Marcela Agudelo (Leticia). |  |
| 23     | El casting       | Víctor Mallarino (Moreira), Miguel Rodarte (Víctor), Cristina Umaña (Silvia), Tatiana de los Ríos (Laura). |  |
| 24     | Los swingers     | Federico Lorusso (Ángel), Flora Martínez (Alejandra), Carolina Sabino (Verónica), Santiago Rodríguez (Pablo). |  |
| 25     | Aniversario      | Ruddy Rodríguez (Gabriela), Cecilia Suárez (Andrea), Marcelo Dos Santos (Carlos), Jéssica Sanjuán (Patricia). |  |
| 26     | Bomba Tres       | Marlon Moreno (Debrasc), Diego Cadavid (Almeida), Oscar Borda (Comisario), Cristina Umaña (Caro). |  |

### Segunda temporada
Consta de los siguientes episodios emitidos en 2008:
| Número | Nombre                | Protagonistas |
| ------ | --------------------- | --- |
| 01     | Cada vez que respiras | Ariel Díaz (Daniel), Pedro Pérez “Budú” (Palo), Manuel José Chávez (Mario), Mario Ruiz (Rubén), Saby Kamalich (Elida), Stephanie Cayo (Nidia) y Rodrigo Vidal (Javier).            |
| 02     | Pito final            | Jesús Ochoa (Tony), Maria Aura (Cinthya) y Juan Alfonso Baptista (J.R). |
| 03     | Quirófano             | Jessica Mas (Leticia), Roberto Escobar (Sergio), Ricardo Vélez (Beltrán) y Marcela Gallego (enfermera).                                                                            |
| 04     | Sr. juez              | Mónica Dionne (Babi), Víctor Mallarino (Carlucci), María Cristina Pimiento (hija), Juan Pablo Raba (Javi Garrido), Héctor García (Cacho Garrido) y Juan Pablo Shuk (Agente Pablo). |
| 05     | Barras bravas         | Sergio Mayer (Bonaldi), Kátherine Vélez (Gloria), Héctor Soberón (Gonzalo) y Edgardo Román (Luis).                                                                                 |
| 06     | Lesbianas             | David Carradine (Chango), María Adelaida Puerta (Viviana), Melania Urbina (Nora), Danna García (Ana) y Albi de Abreu (Julio).                                                      |
| 07     | El electricista       | Gabriela Roel (Clara), Julio Bracho (Juan), Humberto Dorado (el electricista), Andreah Patapi (Milena) y Ernesto Benjumea (Marcelo).                                               |
| 08     | Simulacro             | Toño Mauri (Mario), Juan Carlos Vargas (César), Andrea Montenegro (Bibiana), Sebastian Boscán (Vargas) y Jorge López (policía).                                                    |
| 09     | Aficionados           | Salvador del Solar (Miguel), Carolina Gómez (Susana) y Nicolás Rendón (Zero). |
| 10     | Reality Show          | Adriana Barraza (Rosa), María Fernanda Leon (Presentadora), Javier Delgiudice (Presidente), Fabio Rubiano (Director), Arnaldo Pipke (Esposo) y Carolina Cuervo (hija).             |
| 11     | El Anzuelo            | Rodolfo Valdez (Mariano), Pamela Reiter (Lucy), Vanessa Villela (Maria), Juan Pablo Raba (Franco).                                                                                 |
| 12     | La Entrega            | Manolo Cardona (Pablo), Martha Higareda (Rosa), Marcela Carvajal (Cherilf) Margarita Ortega (Jessica), Jo Blanco (Claudia), Julio Nava (Carlos).                                   |
| 13     | Cama De Hotel         | Siouzana Melikian (Lucrecia), Javier Echevarría (Cleaner), Diego Trujillo (Gerardo), Julieth Herrera (Prostituta) y Carlos Muñoz (Portero).                                        |
| 14     | Secuestro             | César Mora (Pettete), Álvaro Rodríguez (Rata), Lorna Paz (La Negra), Julio Medina (Tío).                                                                                           |
| 15     | Dinero Falso          | Gerardo Taracena (Pampa), Julio César Herrera (Milton), Alberto Pujal (El Jefe), Andrés Toro (Elkin).                                                                              |

### Tercera temporada
Consta de los siguientes episodios emitidos en 2009:
| Número | Nombre           | Protagonistas |
| ------ | ---------------- | --- |
| 01     | Periodista       | Nora Salinas (Cristina Sarmiento), Julio Alemán (Ignacio), Alejandro Ávila (Daniel), Orlando Miguel (Agente Rodríguez), Marcelo Córdoba (Carlos), Juan Ángel Esparza (Agente) y Mara Patricia Castañeda (Reportera).                                                               |
| 02     | Coartada         | Lucía Méndez (Deborah), Toño Mauri (Emilio), Alejandro Ávila (Felipe), Michelle Manterola (Clara) y María Soledad Rodríguez (Martha). |
| 03     | Testigo          | Azela Robinson (Sonia), Karyme Lozano (Rosana Flores), Mauricio Aspe (Orlando García) y David Rencoret (Mayor Mendoza). |
| 04     | Diamantes        | Carlos Cámara Jr. (Elías Kohen), Manuel Landeta (Smith), Armando Araiza (Castro), Ricardo de Pascual (Salomón), Ramón Valdés (Manuel Alvarez), Luis Romo (Cesar Gómez) y Mariana Echeverría (Sara).                                                                                |
| 05     | El Cojo          | Alexis Ayala (Fernando), Nailea Norvind (Profesora de baile), Roberto Ballesteros (Rod Guailer), y Luis Orozco (Jaime). |
| 06     | Diva             | Ana Brenda Contreras (Valentina), Enrique Arreola ("El Alacrán"), Sergio Acosta (Rogelio), Juan Ángel Esparza ("El Tunco") y Diego Amozurrutia (Mario). |
| 07     | Remedio Mortal   | Alejandro Tommasi (Jeremías Santana), Cecilia Gabriela (Carmen), Isadora González (Marcela) y Mariana Ávila (Sofía). |
| 08     | El Funeral       | María Sorté (Liliana Arizmendi), José Ron (Martín Arizmendi), Grettell Valdez (Paula), Julio Bracho (García) y Luis Gerardo Méndez (Cesar Rojas). |
| 09     | Cumpleaños       | Ingrid Martz (Adriana), Ana Layevska (Pilar), Alejandro de la Madrid (Tomás), Germán Gutiérrez (Beto), Mauricio Castillo (Mecánico), Tony Vela (Daniel Cabral López), Javier Ruan (Cazarrecompensas), Paulo Quevedo (Armando / "El Cuervo") y Mara Patricia Castañeda (Reportera). |
| 10     | La Mula          | Ana Patricia Rojo (Agente Carrasco), Opi Domínguez (Francisca "Frank" Villa Mendieta), Luis Gatica (Agente López), Virna Flores (Melissa Smith Juárez), Alex Durán ("Flaco"), Adalberto Parra (Capitán Corona) y Juan Pablo Gamboa (Agente Northon).                               |
| 11     | El Billete       | Alfonso Herrera (Arturo), Damayanti Quintanar (Rosa), Luis Fernando Peña (Mendoza), Lupita Lara (Clemencia), Cristina Michaus (Amparo), Lizetta Romo (Prostituta), Juan Romanca (Dueño del edificio) y Sergio Castillo (Sargento).                                                 |
| 12     | El Hijo Perfecto | José Ángel Bichir (Alex), Fabiola Campomanes (Tatiana), Adriana Fonseca (Pilar), Juan Ríos Cantú (Bernardo), Luis Reynoso (Omar) y Gabriela Goldsmith (Pamela). |
| 13     | El Clown         | Jaqueline Piñol (Amalia), Abraham Ramos (Juan), Maya Zapata (Milena), Luis Uribe (Andrés), Antonio de la Vega (Raymundo Juárez), Armando Zamarripa (Omar), Samuel Puppo (Clown) y Anderson Balsero (Matón 1).                                                                      |